# Landschlacht
Landschlacht è una frazione del comune svizzero di Münsterlingen, nel Canton Turgovia (distretto di Kreuzlingen).

## Geografia fisica
Landschlacht si affaccia sul lago di Costanza.

## Storia

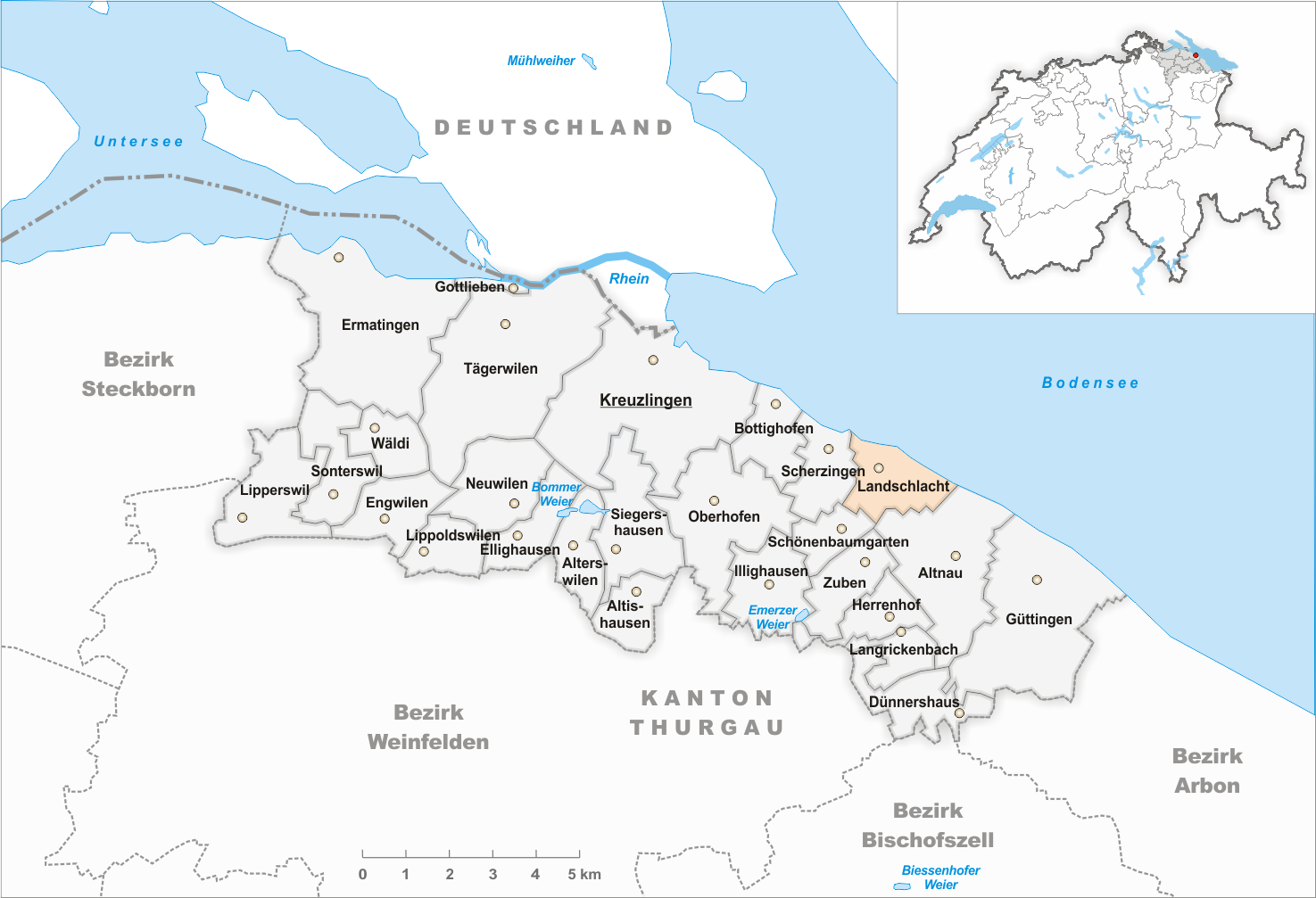
Il territorio del comune di Landschlacht prima degli accorpamenti comunali del 1994

Già comune autonomo (Ortsgemeinde) che comprendeva anche le frazioni di Hinterdorf, Seedorf e Vorderdorf, nel 1994 è stato aggregato all'altro comune soppresso di Scherzingen per formare il nuovo comune di Münsterlingen.

## Monumenti e luoghi d'interesse

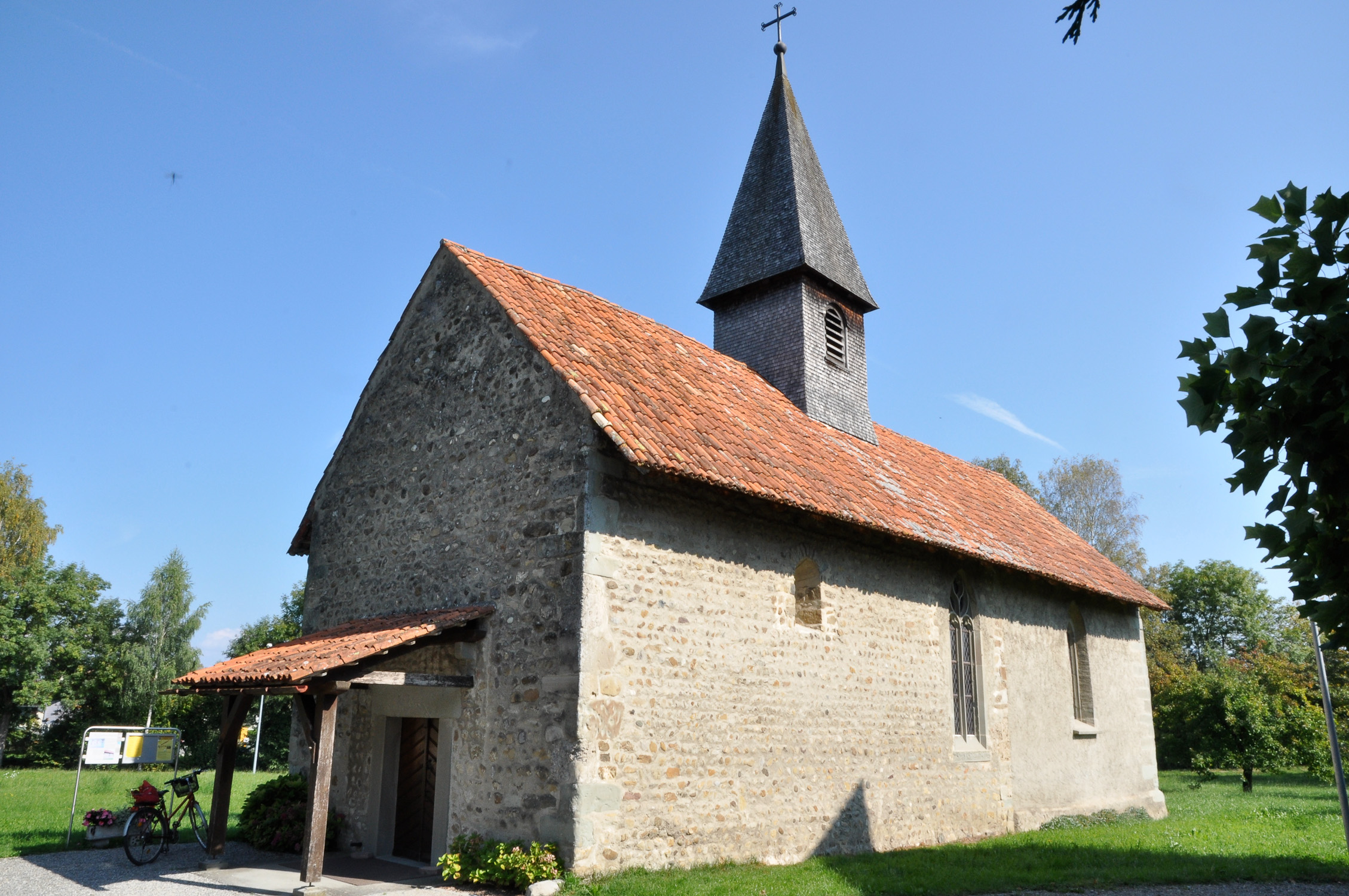
La cappella di San Leonardo

- Cappella di San Leonardo, eretta nel X secolo[1].

## Società

### Evoluzione demografica
L'evoluzione demografica è riportata nella seguente tabella:
Abitanti censiti

## Amministrazione
Ogni famiglia originaria del luogo fa parte del cosiddetto comune patriziale e ha la responsabilità della manutenzione di ogni bene ricadente all'interno dei confini della frazione.